# زائفة قنبية
زائفة قنبية (الاسم العلمي: Pseudomonas cannabina) هي نوع من البكتيريا تتبع جنس الزائفة من فصيلة الزوائف.